# Свято огірка

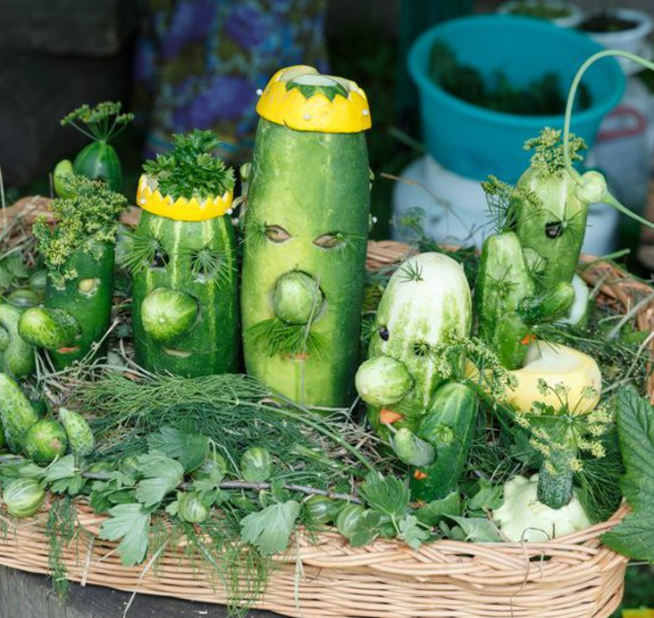
Фото з одного з перших фестивалів зроблене гостем.

Міжнародне свято огірка (День Огірка) — свято-фестиваль, що щорічно проводиться в місті Суздаль. Захід проводиться у третю суботу липня, під час збору огірків на території Музею дерев'яного зодчества. До програми заходу входять виступи народних ансамблів, майстер-класи та конкурси. Кожного року фестиваль пропонує гостям різноманітну святкову програму. Обов'язковий елемент фестивалю – парад огірків. З усієї Росії в Суздаль приїжджають агрономи, щоб поділитися своїми досягненнями та досвідом у цьому непростому занятті.

## Історія
Захід проводиться щорічно з 2000 року. У 2015 році свято відвідало близько 15000 чоловік.

## Нагороди
У 2015 році свято завоювало 1-е місце на Всеросійському конкурсі «Russian sausage awards» у Казані у номінації «Найкраща подія в галузі гастрономічного туризму» та спеціальний приз на Всеросійському відкритому ярмарку туризму «Russian Meat Delicacy Expo» у Ханти-Мансійську.